# Stauning Whisky
Koordinaten: 55° 57′ 10,8″ N, 8° 24′ 11″ O

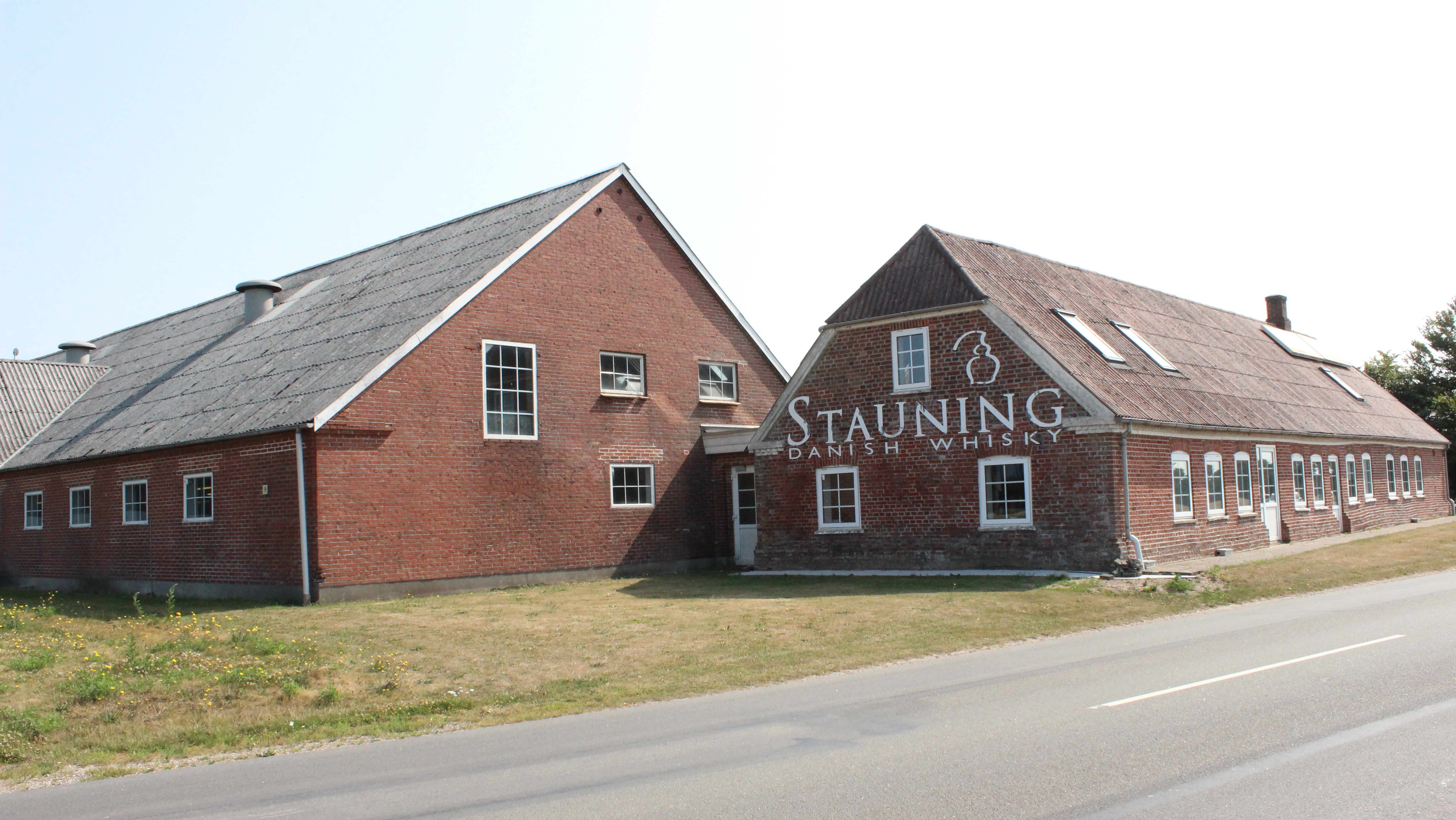
Die alten Gebäude der Brennerei

Stauning Whisky ist eine Whiskybrennerei im Ort Stauning in der Kommune Ringkøbing-Skjern im dänischen Westjütland. Die Brennerei wurde 2005 gegründet, 2007 wurde der heutige Standort 1,5 km südlich des Ortskerns bezogen. Seit 2015 ist Diageo, ein weltweit tätiger Hersteller alkoholischer Getränke, mit 49 Prozent an Stauning Whisky beteiligt.

## Produktion
Ab 2009 wurden jährlich 6.000 Liter Rohsprit erzeugt. Im Laufe des Jahres 2012 wurde die Produktion auf ca. 15.000 Liter jährlich mehr als verdoppelt. Nach der angekündigten Erweiterung der Produktionsanlagen bis 2018 sollen bis zu 750.000 Liter hergestellt werden.

## Angebot
Im März 2011 gab Stauning Whisky seine ersten Flaschen zum Verkauf frei: „Stauning Rye – First Impression“. Rye Whiskey (Roggenwhisky) ist hauptsächlich aus den USA und Kanada bekannt. Staunings Variante ist einer der ersten Rye Whiskeys, der außerhalb von Nordamerika produziert wird.
Der erste Single-Malt-Whisky gelangte im Juni 2012 in den Verkauf. Er wurde in zwei Varianten gebrannt, einer geräucherten (Peated) und einer nicht geräucherten (Traditional). Von beiden Typen gab es jeweils rund 750 Flaschen. Dieser Whisky wurde nach dem Brennen 3 Jahre lang in 200-Liter Bourbonfässern aus Eichenholz gelagert.
Künftig sollen jährlich 50–75 Fässer entsprechend 10.–15.000 Liter Rohsprit gebrannt werden, die sich auf drei Typen verteilen: Rye, geräucherter und nicht geräucherter Single Malt Whisky.
Das preisgekrönte Kopenhagener Restaurant Noma schenkt alle Erzeugnisse von Stauning Whisky aus.
Im April 2012 wurde ein 200-Liter-Fass mit geräuchertem Single Malt auf den Bramsegler „Hvide Sande“ mit Heimathafen Hvide Sande verbracht. Das Schiff besuchte mit seiner Ladung die Olympischen Sommerspiele 2012 in London. Der Whisky soll nach drei Jahren Lagerzeit abgefüllt werden. Der Alkoholgehalt soll dann 56 % betragen (Hvide Sande liegt auf dem 56. Breitengrad Nord).